# Радни дан
„Радни дан” је југословенски кратки ТВ филм из 1981. године. Режирао га је Мирослав Јокић а сценарио је написала Мирјана Стефановић.

## Улоге
| Глумац                 | Улога |
| ---------------------- | ----- |
| Јелисавета Сека Саблић |       |